# Trigonopsis succinea
Trigonopsis succinea är en biart som beskrevs av Vardy 1978. Trigonopsis succinea ingår i släktet Trigonopsis och familjen grävsteklar. Inga underarter finns listade i Catalogue of Life.